# Stainach
Stainach là một xã cũ thuộc huyện Liezen bang Steiermark, nước Áo. Đô thị Stainach có diện tích 10,26 km², dân số thời điểm cuối năm 2008 là 1852 người.